# Gương mặt thân quen Nhí (mùa 1)
Mùa thứ nhất của chương trình Gương mặt thân quen Nhí được phát sóng trên kênh VTV3 từ ngày 3 tháng 10 đến ngày 19 tháng 12 năm 2014. Người chiến thắng của mùa này là cặp thí sinh Ju Uyên Nhi – Kyo York.

## Thí sinh
| Thí sinh nhí | Nghệ sĩ    | Kết quả   |
| ------------ | ---------- | --------- |
| Ju Uyên Nhi  | Kyo York   | Quán quân |
| Anh Duy      | Minh Thuận | Á quân    |
| Gia Bảo      | Thúy Uyên  | Hạng 3    |
| Bảo An       | Chí Thiện  | Hạng 4    |
| Gia Huy      | Thu Phượng | Hạng 5    |
| Bảo Nghi     | Ngân Quỳnh | Hạng 6    |

Giải phụ
- Cặp thí sinh được yêu thích nhất do khán giả bình chọn: Ju Uyên Nhi – Kyo York (31.05%)
- Cặp thí sinh nỗ lực nhất do ban tổ chức bình chọn: Gia Huy – Thu Phượng
- Cặp thí sinh thân thiện nhất do ban tổ chức bình chọn: Gia Bảo – Thúy Uyên

## Bảng điểm các tuần
| Cặp thí sinh           | Tuần 1         | Tuần 2         | Tuần 3         | Tuần 4         | Tuần 5         | Tuần 6         | Tuần 7         | Tuần 8         | Tuần 9         | Tuần 10        | Tuần 11 | Tổng |
| ---------------------- | -------------- | -------------- | -------------- | -------------- | -------------- | -------------- | -------------- | -------------- | -------------- | -------------- | ------- | ---- |
| Ju Uyên Nhi – Kyo York | Hạng 1 41 điểm | Hạng 2 37 điểm | Hạng 4 33 điểm | Hạng 2 39 điểm | Hạng 5 31 điểm | Hạng 2 36 điểm | Hạng 2 39 điểm | Hạng 1 41 điểm | Hạng 4 31 điểm | Hạng 1 41 điểm | Hạng 1  | 369  |
| Anh Duy – Minh Thuận   | Hạng 4 33 điểm | Hạng 4 31 điểm | Hạng 1 41 điểm | Hạng 5 29 điểm | Hạng 4 32 điểm | Hạng 4 34 điểm | Hạng 4 33 điểm | Hạng 2 36 điểm | Hạng 3 36 điểm | Hạng 3 35 điểm | Hạng 2  | 340  |
| Gia Bảo – Thúy Uyên    | Hạng 5 29 điểm | Hạng 1 44 điểm | Hạng 5 30 điểm | Hạng 4 30 điểm | Hạng 3 33 điểm | Hạng 6 27 điểm | Hạng 3 34 điểm | Hạng 5 28 điểm | Hạng 2 37 điểm | Hạng 2 37 điểm | Hạng 3  | 329  |
| Bảo An – Chí Thiện     | Hạng 3 34 điểm | Hạng 5 29 điểm | Hạng 3 34 điểm | Hạng 3 35 điểm | Hạng 1 41 điểm | Hạng 1 41 điểm | Hạng 5 29 điểm | Hạng 4 34 điểm | Hạng 5 30 điểm | Hạng 4 32 điểm | Hạng 4  | 339  |
| Gia Huy – Thu Phượng   | Hạng 2 36 điểm | Hạng 6 27 điểm | Hạng 6 26 điểm | Hạng 6 28 điểm | Hạng 2 38 điểm | Hạng 3 35 điểm | Hạng 1 40 điểm | Hạng 3 35 điểm | Hạng 6 26 điểm | Hạng 6 26 điểm | Hạng 5  | 317  |
| Bảo Nghi – Ngân Quỳnh  | Hạng 6 28 điểm | Hạng 3 33 điểm | Hạng 2 37 điểm | Hạng 1 40 điểm | Hạng 6 26 điểm | Hạng 5 28 điểm | Hạng 6 26 điểm | Hạng 6 27 điểm | Hạng 1 41 điểm | Hạng 5 30 điểm | Hạng 6  | 316  |

     Cặp thí sinh thắng trong tuần.
     Cặp thí sinh xếp cuối trong tuần.
     Cặp thí sinh thắng trong mùa giải.

## Nhân vật hóa thân
| Tuần    | Ju Uyên Nhi Kyo York          | Ju Uyên Nhi Kyo York   | Anh Duy Minh Thuận                | Anh Duy Minh Thuận                   | Gia Bảo Thúy Uyên                  | Gia Bảo Thúy Uyên           | Bảo An Chí Thiện          | Bảo An Chí Thiện                  | Gia Huy Thu Phượng             | Gia Huy Thu Phượng       | Bảo Nghi Ngân Quỳnh       | Bảo Nghi Ngân Quỳnh              | Khách mời                                 |
| Tuần    | Nhân vật                      | Bài hát                | Nhân vật                          | Bài hát                              | Nhân vật                           | Bài hát                     | Nhân vật                  | Bài hát                           | Nhân vật                       | Bài hát                  | Nhân vật                  | Bài hát                          | Khách mời                                 |
| ------- | ----------------------------- | ---------------------- | --------------------------------- | ------------------------------------ | ---------------------------------- | --------------------------- | ------------------------- | --------------------------------- | ------------------------------ | ------------------------ | ------------------------- | -------------------------------- | ----------------------------------------- |
| 1       | Phạm Anh Khoa                 | Cây đa                 | Nobita & Xuka                     | Doraemon no Uta                      | Quang Linh                         | Thương quá Việt Nam         | Aqua                      | My Oh My                          | Mr. President                  | Coco Jamboo              | Khánh Hà                  | Nắng có còn xuân                 | BGK, Ben                                  |
| 2       | Paul Anka                     | Papa                   | Phan Đinh Tùng & Cát Phượng       | Ô mê ly                              | Lucas Grabeel & Ashley Tisdale     | Humuhumunu kunukuapua'a     | Thủy Tiên & Đăng Khôi     | Cô bé mùa đông                    | Boney M.                       | Daddy Cool               | Thu Thủy                  | Vườn cây của ba                  | Đại Nghĩa, Bạch Long                      |
| 3       | China Dolls                   | Oh Oh Oh               | Đan Trường                        | Nội tôi                              | NSƯT Thành Lộc                     | Lý thầy Tư                  | Marilyn Monroe            | Diamonds Are A Girl's Best Friend | Khắc Triệu & Cẩm Vân           | Con yêu                  | Phương Uyên               | Ngựa ô thương nhớ                | Hoài Lâm                                  |
| 4       | Mỹ Linh                       | Chị tôi                | Đại Nghĩa                         | Trích đoạn: Na Tra đại náo thủy cung | Corbin Bleu & Zac Efron            | The Boys Are Back           | Big Bang (G-Dragon)       | Fantastic Baby                    | Tóc Tiên                       | Ông Trăng Xuống Chơi     | Phương Thảo & Ngọc Lễ     | Con gái                          | Ái Phương                                 |
| 5       | Katy Perry                    | Roar                   | Michael Jackson                   | Thriller                             | Hoài Lâm & Cẩm Ly                  | Nỗi buồn mẹ tôi             | Bạch Yến                  | Đi với tôi đến chốn trời xa       | Josh Groban                    | You Raise Me Up          | Phi Nhung                 | Hành trình trên đất phù sa       | Phan Đinh Tùng                            |
| 6 (*)   | Anna Kendrick (với Thúy Uyên) | Cups (When I'm Gone)   | Tùng Dương (với Kyo York)         | Mưa bay tháp cổ                      | Nassun & Lee Hyori (với Chí Thiện) | U-Go-Girl                   | Thu Hòa (với Minh Thuận)  | Trích đoạn: Chuyện Tình Thị Nở    | One Direction (với Ngân Quỳnh) | What Makes You Beautiful | Lệ Quyên (với Thu Phượng) | Mái đình làng biển               | Đan Trường                                |
| 7       | LMFAO                         | Party Rock Anthem      | TVXQ                              | Catch Me                             | The Beatles                        | LK: Let It Be, Imagine      | Ngọc Khuê & Phạm Anh Khoa | Trước ngày hội bắn                | Đàm Vĩnh Hưng                  | Anh Ba Hưng              | Cẩm Ly                    | Biết yêu khi nào                 | Phương Vy                                 |
| 8       | Ánh Tuyết                     | Dòng sông xanh         | NSƯT Minh Vương & NSND Bạch Tuyết | Trích đoạn: Đời Cô Lựu               | Đai Nghĩa & Đình Toàn              | Trích đoạn: Hoàng tử Ai Cập | Cee Lo Green              | All I Need Is Love                | Backstreet Boys                | Get Down                 | Ngọc Lan                  | Mẹ hiền yêu dấu                  | Minh Khang, Thúy Hạnh, Suli, Suti         |
| 9       | Bi Rain                       | Love Song              | NSND Trung Đức & NSND Thu Hiền    | Trường Sơn Đông, Trường Sơn Tây      | NSƯT Minh Tiến & Mai Lê            | Hò giã gạo                  | Ý Lan                     | Ngày xưa Hoàng Thị                | Trúc Nhân & Thảo Nhi           | Bốn chữ lắm              | NSƯT Quế Trân             | Trích đoạn: Phù Đổng Thiên Vương | Noo Phước Thịnh                           |
| 10      | Trọng Tấn                     | Việt Nam quê hương tôi | Charles Chaplin                   | Trích đoạn: Gà Trống Nuôi Con        | Hoài Linh                          | Lý Bán quán                 | Minh Khang                | Mồ côi                            | Bằng Kiều                      | Chị tôi                  | Elvis Presley             | Don't Cruel                      | Minh Nhí, Thái Trinh, Tiêu Châu Như Quỳnh |
| 11 (**) | Hồng Nhung                    | Ngẫu Hứng Sông Hồng    | NSND Thanh Tòng & NSND Bạch Tuyết | Trích đoạn: Tiếp bước tiền nhân      | Michael Jackson                    | Black or White              | Whoopi Goldberg           | I Will Follow Him                 | 'N Sync                        | Bye Bye Bye              | Minh Tuyết                | Hát với chú ve con               | Hoài Lâm, Mỹ Anh                          |

     Cặp thí sinh thắng trong tuần.
     Cặp thí sinh thắng trong mùa giải.
(*) Ở tuần 6, các thí sinh nhí sẽ hoán đổi để bắt cặp với các thí sinh lớn khác. 

(**) Tuần 11 - Chung kết, chỉ có 4 cặp thí sinh gồm Ju Uyên Nhi - Kyo York, Anh Duy - Minh Thuận, Bảo An - Chí Thiện, Gia Bảo - Thúy Uyên tiếp tục dự thi. 2 cặp thí sinh còn lại Gia Huy - Thu Phượng và Bảo Nghi - Ngân Quỳnh tham gia đêm chung kết với tư cách khách mời.

## Kết quả biểu diễn
Tuần 1 
| 1         | Gia Bảo – Thúy Uyên    | "Thương quá Việt Nam" (Sáng tác: Phạm Thế Mỹ)                                                  | Quang Linh    | 9  | 8  | 7  | 5 | 29 | 5 |  |  |  |  |  |
| 2         | Bảo An – Chí Thiện     | "My Oh My" (Sáng tác: Søren Rasted, Claus Norreen, René Dif)                                   | Aqua          | 10 | 11 | 8  | 5 | 34 | 3 |  |  |  |  |  |
| 3         | Bảo Nghi – Ngân Quỳnh  | "Nắng có còn xuân" (Sáng tác: Đức Trí)                                                         | Khánh Hà      | 7  | 7  | 9  | 5 | 28 | 6 |  |  |  |  |  |
| 4         | Gia Huy – Thu Phượng   | "Coco Jamboo" (Sáng tác: Kai Matthiesen, Delroy Rennalls, Rainer Gaffrey)                      | Mr. President | 11 | 10 | 10 | 5 | 36 | 2 |  |  |  |  |  |
| 5         | Ju Uyên Nhi – Kyo York | "Cây đa" (Sáng tác: Phạm Anh Khoa) (Phỏng theo Lý cây đa)                                      | Phạm Anh Khoa | 12 | 12 | 12 | 5 | 41 | 1 |  |  |  |  |  |
| 6         | Anh Duy – Minh Thuận   | "Doraemon no Uta" (Nhạc phim Đôrêmon) (Sáng tác: Kusube Takumi, Baba Susumu, Shunsuke Kikuchi) | Nobita & Xuka | 8  | 9  | 11 | 5 | 33 | 4 |  |  |  |  |  |
|           |                        |                                                                                                |               |    |    |    |   |    |   |  |  |  |  |  |
| Khách mời | Mỹ Linh                | "Once Upon a Dream" (Sáng tác: Jack Lawrence)                                                  | Maleficent    |    |    |    |   |    |   |  |  |  |  |  |
| Khách mời | Hoài Linh              | "Thằng Bờm" (Sáng tác: Đỗ Lộc – Lời: Dân gian)                                                 | Thằng Bờm     |    |    |    |   |    |   |  |  |  |  |  |
| Khách mời | Ben                    | "Thằng Bờm" (Sáng tác: Đỗ Lộc – Lời: Dân gian)                                                 | Phú Ông       |    |    |    |   |    |   |  |  |  |  |  |
| Khách mời | NSND Hồng Vân          | "Tía má em" (Sáng tác: Văn Lương)                                                              | Xuân Mai      |    |    |    |   |    |   |  |  |  |  |  |

Tuần 2 
| 1         | Bảo Nghi – Ngân Quỳnh  | "Vườn cây của ba" (Sáng tác: Phan Nhân - Thơ: Nguyễn Duy)                                             | Thu Thủy                                                            | 12 | 10 | 11 | 0  | 33 | 3 |  |  |  |  |  |
| 2         | Ju Uyên Nhi – Kyo York | "Papa" (Sáng tác: Paul Anka)                                                                          | Paul Anka                                                           | 11 | 11 | 10 | 5  | 37 | 2 |  |  |  |  |  |
| 3         | Gia Huy – Thu Phượng   | "Daddy Cool" (Sáng tác: Frank Farian, George Reyam)                                                   | Boney M.                                                            | 8  | 7  | 7  | 5  | 27 | 6 |  |  |  |  |  |
| 4         | Bảo An – Chí Thiện     | "Cô bé mùa đông" (Sáng tác: Phạm Toàn Thắng)                                                          | Thủy Tiên & Đăng Khôi                                               | 7  | 8  | 9  | 5  | 29 | 5 |  |  |  |  |  |
| 5         | Anh Duy – Minh Thuận   | "Ô mê ly" (Sáng tác: Văn Phụng)                                                                       | Phan Đinh Tùng & Cát Phượng                                         | 9  | 9  | 8  | 5  | 31 | 4 |  |  |  |  |  |
| 6         | Gia Bảo – Thúy Uyên    | "Humuhumunukunukuapua'a" (Nhạc phim High School Musical 2) (Sáng tác: David Lawrence, Faye Greenberg) | Lucas Grabeel (vai Ryan Evans) & Ashley Tisdale (vai Sharpay Evans) | 10 | 12 | 12 | 10 | 44 | 1 |  |  |  |  |  |
|           |                        | |                                                                     |    |    |    |    |    |   |  |  |  |  |  |
| Khách mời | Đại Nghĩa              | Trích đoạn: "Tấm Cám" (Trích kịch Ngày xửa ngày xưa 1) (Đạo diễn: Hùng Lâm)                           | NSƯT Thành Lộc (vai Cám)                                            |    |    |    |    |    |   |  |  |  |  |  |
| Khách mời | Bạch Long              | Trích đoạn: "Tấm Cám" (Trích kịch Ngày xửa ngày xưa 1) (Đạo diễn: Hùng Lâm)                           | NSƯT Hữu Châu (vai Dì ghẻ)                                          |    |    |    |    |    |   |  |  |  |  |  |

Tuần 3 
| 1         | Bảo An – Chí Thiện     | "Diamonds Are a Girl's Best Friend" (Nhạc phim Gentlemen Prefer Blondes) (Sáng tác: Jule Styne, Leo Robin) | Marilyn Monroe (vai Lorelei Lee) | 9  | 10 | 10 | 5  | 34 | 3 |  |  |  |  |  |
| 2         | Gia Huy – Thu Phượng   | "Con yêu" (Lời Việt: Cẩm Vân)                                                                              | Khắc Triệu & Cẩm Vân             | 7  | 7  | 7  | 5  | 26 | 6 |  |  |  |  |  |
| 3         | Bảo Nghi – Ngân Quỳnh  | "Ngựa ô thương nhớ" (Sáng tác: Trần Tiến)                                                                  | Phương Uyên                      | 10 | 8  | 9  | 10 | 37 | 2 |  |  |  |  |  |
| 4         | Anh Duy – Minh Thuận   | "Nội tôi" (Sáng tác: Đình Văn)                                                                             | Đan Trường                       | 12 | 12 | 12 | 5  | 41 | 1 |  |  |  |  |  |
| 5         | Gia Bảo – Thúy Uyên    | "Lý thầy Tư" (Sáng tác: Trương Quang Tuấn)                                                                 | NSƯT Thành Lộc                   | 8  | 9  | 8  | 5  | 30 | 5 |  |  |  |  |  |
| 6         | Ju Uyên Nhi – Kyo York | "Oh Oh Oh" (Sáng tác: China Dolls)                                                                         | China Dolls                      | 11 | 11 | 11 | 0  | 33 | 4 |  |  |  |  |  |
|           |                        | |                                  |    |    |    |    |    |   |  |  |  |  |  |
| Khách mời | Hoài Lâm               | "Còn thương rau đắng mọc sau hè" (Sáng tác: NSƯT Bắc Sơn)                                                  |                                  |    |    |    |    |    |   |  |  |  |  |  |

Tuần 4 
| 1         | Gia Huy – Thu Phượng   | "Ông Trăng xuống chơi" (Sáng tác: Phạm Duy)                                                                                  | Tóc Tiên                                                      | 9  | 7  | 7  | 5 | 28 | 6 |  |  |  |  |  |
| 2         | Bảo Nghi – Ngân Quỳnh  | "Con gái" (Sáng tác: Ngọc Lễ)                                                                                                | Phương Thảo & Ngọc Lễ                                         | 12 | 11 | 12 | 5 | 40 | 1 |  |  |  |  |  |
| 3         | Gia Bảo – Thúy Uyên    | "The Boys Are Back" (Nhạc phim High School Musical 3) (Sáng tác: Matthew Gerrard, Robbie Nevil)                              | Corbin Bleu (vai Chad Danforth) & Zac Efron (vai Troy Bolton) | 7  | 9  | 9  | 5 | 30 | 4 |  |  |  |  |  |
| 4         | Anh Duy – Minh Thuận   | Trích kịch: "Ngày Xửa Ngày Xưa 13: Na Tra đại náo thủy cung" (Nhạc Hoa: 家飞 & Lời Việt: Cao Minh Thu) (Bản gốc: 万事胜胜意) | Đại Nghĩa (vai Cá Mặt Ngu)                                    | 8  | 8  | 8  | 5 | 29 | 5 |  |  |  |  |  |
| 5         | Ju Uyên Nhi – Kyo York | "Chị tôi" (Sáng tác: Trọng Đài – Thơ: Đoàn Thị Tảo)                                                                          | Mỹ Linh                                                       | 11 | 12 | 11 | 5 | 39 | 2 |  |  |  |  |  |
| 6         | Bảo An – Chí Thiện     | "Fantastic Baby" (Sáng tác: G-Dragon, T.O.P)                                                                                 | Big Bang (G-Dragon)                                           | 10 | 10 | 10 | 5 | 35 | 3 |  |  |  |  |  |
|           |                        | |                                                               |    |    |    |   |    |   |  |  |  |  |  |
| Khách mời | Ái Phương              | "Búp bê không tình yêu" (Lời Việt: Vũ Xuân Hùng)                                                                             |                                                               |    |    |    |   |    |   |  |  |  |  |  |

Tuần 5 
| 1         | Ju Uyên Nhi – Kyo York | "Roar" (Sáng tác: Katy Perry, Dr. Luke, Max Martin, Bonnie McKee, Henry Walter) | Katy Perry        | 10 | 8  | 8  | 5 | 31 | 5 |  |  |  |  |  |
| 2         | Gia Bảo – Thúy Uyên    | "Nỗi buồn mẹ tôi" (Sáng tác: Minh Vy)                                           | Hoài Lâm & Cẩm Ly | 8  | 10 | 10 | 5 | 33 | 3 |  |  |  |  |  |
| 3         | Bảo Nghi – Ngân Quỳnh  | "Hành trình trên đất phù sa" (Sáng tác: Thanh Sơn)                              | Phi Nhung         | 7  | 7  | 7  | 5 | 26 | 6 |  |  |  |  |  |
| 4         | Anh Duy – Minh Thuận   | "Thriller" (Sáng tác: Rod Temperton)                                            | Michael Jackson   | 9  | 9  | 9  | 5 | 32 | 4 |  |  |  |  |  |
| 5         | Bảo An – Chí Thiện     | "Đi với tôi đến chốn trời xa" (Sáng tác: Canh Thân)                             | Bạch Yến          | 12 | 12 | 12 | 5 | 41 | 1 |  |  |  |  |  |
| 6         | Gia Huy – Thu Phượng   | "You Raise Me Up" (Sáng tác: Brendan Graham, Rolf Løvland)                      | Josh Groban       | 11 | 11 | 11 | 5 | 38 | 2 |  |  |  |  |  |
|           |                        |                                                                                 |                   |    |    |    |   |    |   |  |  |  |  |  |
| Khách mời | Phan Đinh Tùng         | "Con gái nhỏ của ba" (Sáng tác: Nguyễn Văn Chung)                               |                   |    |    |    |   |    |   |  |  |  |  |  |

Tuần 6 (*) 
| 1         | Bảo Nghi – Thu Phượng   | "Mái đình làng biển" (Sáng tác: Nguyễn Cường)                                     | Lệ Quyên             | 8  | 8  | 7  | 5 | 28 | 5 |  |  |  |  |  |
| 2         | Ju Uyên Nhi – Thúy Uyên | "Cups (When I'm Gone)" (Sáng tác: A. P. Carter, Luisa Gerstein)                   | Anna Kendrick        | 9  | 11 | 11 | 5 | 36 | 2 |  |  |  |  |  |
| 3         | Bảo An – Minh Thuận     | Trích đoạn: "Chuyện tình Thị Nở" (Soạn giả: Trần Đình Văn, NSƯT Triệu Trung Kiên) | Thu Hòa (vai Thị Nở) | 12 | 12 | 12 | 5 | 41 | 1 |  |  |  |  |  |
| 4         | Gia Bảo – Chí Thiện     | "U-Go-Girl" (Sáng tác: Ahn Myung-won, Kim Young-deuk)                             | Nassun & Lee Hyori   | 7  | 7  | 8  | 5 | 27 | 6 |  |  |  |  |  |
| 5         | Anh Duy – Kyo York      | "Mưa bay tháp cổ" (Sáng tác: Trần Tiến)                                           | Tùng Dương           | 10 | 9  | 10 | 5 | 34 | 4 |  |  |  |  |  |
| 6         | Gia Huy – Ngân Quỳnh    | "What Makes You Beautiful" (Sáng tác: Rami Yacoub, Carl Falk, Savan Kotecha)      | One Direction        | 11 | 10 | 9  | 5 | 35 | 3 |  |  |  |  |  |
|           |                         |                                                                                   |                      |    |    |    |   |    |   |  |  |  |  |  |
| Khách mời | Đan Trường              | "Lấy vợ miệt vườn" (Sáng tác: Sơn Hạ)                                             |                      |    |    |    |   |    |   |  |  |  |  |  |

(*) Ở tuần 6, các thí sinh nhí sẽ hoán đổi để bắt cặp với các thí sinh lớn khác.
Tuần 7 
| 1         | Anh Duy – Minh Thuận   | "Catch Me" (Sáng tác: Yoo Young-jin, Yoo Han-jin)                                                                | TVXQ                      | 9  | 9  | 10 | 5 | 33 | 4 |  |  |  |  |  |
| 2         | Bảo An – Chí Thiện     | "Trước ngày hội bắn" (Sáng tác: Trịnh Quý)                                                                       | Ngọc Khuê & Phạm Anh Khoa | 8  | 8  | 8  | 5 | 29 | 5 |  |  |  |  |  |
| 3         | Gia Bảo – Thúy Uyên    | Liên khúc: "Let It Be" – "Imagine" (Sáng tác: John Lennon, Paul McCartney – John Lennon, Ono Yōko, Phil Spector) | The Beatles               | 10 | 10 | 9  | 5 | 34 | 3 |  |  |  |  |  |
| 4         | Gia Huy – Thu Phượng   | "Anh Ba Hưng" (Sáng tác: Trần Kiết Tường)                                                                        | Đàm Vĩnh Hưng             | 12 | 11 | 12 | 5 | 40 | 1 |  |  |  |  |  |
| 5         | Ju Uyên Nhi – Kyo York | "Party Rock Anthem" (Sáng tác: LMFAO, Jamahl Listenbee, Peter Schroeder)                                         | LMFAO                     | 11 | 12 | 11 | 5 | 39 | 2 |  |  |  |  |  |
| 6         | Bảo Nghi – Ngân Quỳnh  | "Biết yêu khi nào" (Sáng tác: Minh Khang)                                                                        | Cẩm Ly                    | 7  | 7  | 7  | 5 | 26 | 6 |  |  |  |  |  |
|           |                        | |                           |    |    |    |   |    |   |  |  |  |  |  |
| Khách mời | Phương Vy              | "Tuổi xì tin" (Sáng tác: Phương Uyên)                                                                            |                           |    |    |    |   |    |   |  |  |  |  |  |

Tuần 8 
| 1         | Gia Huy – Thu Phượng           | "Get Down" (Sáng tác: Bülent Aris, Smooth T)                                            | Backstreet Boys                                                | 11 | 10 | 9  | 5 | 35 | 3 |  |  |  |  |  |
| 2         | Bảo Nghi – Ngân Quỳnh          | "Mẹ hiền yêu dấu" (Lời Việt: Thanh Lan)                                                 | Ngọc Lan                                                       | 7  | 7  | 8  | 5 | 27 | 6 |  |  |  |  |  |
| 3         | Ju Uyên Nhi – Kyo York         | "Dòng sông xanh" (Lời Việt: Phạm Duy)                                                   | Ánh Tuyết                                                      | 12 | 12 | 12 | 5 | 41 | 1 |  |  |  |  |  |
| 4         | Anh Duy – Minh Thuận           | Trích đoạn: "Đời cô Lựu" (Soạn giả: Trần Hữu Trang)                                     | NSƯT Minh Vương (vai Minh Luân) & NSND Bạch Tuyết (vai cô Lựu) | 9  | 11 | 11 | 5 | 36 | 2 |  |  |  |  |  |
| 5         | Gia Bảo Thúy Uyên              | Trích đoạn: "Hoàng tử Ai Cập" (Trích kịch Ngày xửa ngày xưa 15) (Tác giả: Thanh Phương) | Đại Nghĩa & Đình Toàn (vai Nhân Sư Hai Đầu)                    | 8  | 8  | 7  | 5 | 28 | 5 |  |  |  |  |  |
| 6         | Bảo An Chí Thiện               | "All I Need Is Love" (Sáng tác: Adam Anders, Peer Åström, Piero Umiliani)               | Cee Lo Green                                                   | 10 | 9  | 10 | 5 | 34 | 4 |  |  |  |  |  |
|           |                                |                                                                                         |                                                                |    |    |    |   |    |   |  |  |  |  |  |
| Khách mời | Minh Khang Thúy Hạnh Suli Suti | "Bữa cơm gia đình" (Sáng tác: Minh Khang)                                               |                                                                |    |    |    |   |    |   |  |  |  |  |  |

Tuần 9 
| 1         | Gia Bảo – Thúy Uyên    | "Hò giã gạo" (Dân ca Huế - Cải biên lời: NSƯT Vân Khánh)                       | NSƯT Minh Tiến & Mai Lê                                         | 10 | 11 | 11 | 5 | 37 | 2 |  |  |  |  |  |
| 2         | Bảo An – Chí Thiện     | "Ngày xưa Hoàng Thị" (Sáng tác: Phạm Duy – Thơ: Phạm Thiên Thư)                | Ý Lan                                                           | 9  | 8  | 8  | 5 | 30 | 5 |  |  |  |  |  |
| 3         | Bảo Nghi – Ngân Quỳnh  | Trích đoạn: "Phù Đổng Thiên Vương" (Soạn giả: NSND Thanh Tòng)                 | NSƯT Quế Trân (vai Thánh Gióng) & phụ diễn (vai mẹ Thánh Gióng) | 12 | 12 | 12 | 5 | 41 | 1 |  |  |  |  |  |
| 4         | Gia Huy – Thu Phượng   | "Bốn chữ lắm" (Sáng tác: Phạm Toàn Thắng)                                      | Trúc Nhân & Thảo Nhi                                            | 7  | 7  | 7  | 5 | 26 | 6 |  |  |  |  |  |
| 5         | Ju Uyên Nhi – Kyo York | "Love Song" (Sáng tác: Bi Rain, C-Luv, Park Se-hyun, Jang Jae-min)             | Bi Rain                                                         | 8  | 9  | 9  | 5 | 31 | 4 |  |  |  |  |  |
| 6         | Anh Duy Minh Thuận     | "Trường Sơn Đông, Trường Sơn Tây" (Sáng tác: Hoàng Hiệp - Thơ: Phạm Tiến Duật) | NSND Trung Đức & NSND Thu Hiền                                  | 11 | 10 | 10 | 5 | 36 | 3 |  |  |  |  |  |
|           |                        |                                                                                |                                                                 |    |    |    |   |    |   |  |  |  |  |  |
| Khách mời | Noo Phước Thịnh        | "Việt Nam ơi" (Sáng tác: Minh Beta)                                            |                                                                 |    |    |    |   |    |   |  |  |  |  |  |

Tuần 10 
| 1         | Bảo Nghi Ngân Quỳnh  | "Don't Cruel" Sáng tác: Otis Blackwell, Elvis Presley   | Elvis Presley   | 8  | 9  | 8  | 5 | 30 | 5 |  |  |  |  |  |
| 2         | Gia Huy Thu Phượng   | "Chị Tôi" Sáng tác: Trần Tiến                           | Bằng Kiều       | 7  | 7  | 7  | 5 | 26 | 6 |  |  |  |  |  |
| 3         | Gia Bảo Thúy Uyên    | "Lý Bán Quán" Sưu tầm Dân gian                          | Hoài Linh       | 11 | 11 | 10 | 5 | 37 | 2 |  |  |  |  |  |
| 4         | Bảo An Chí Thiện     | "Mồ Côi" Sáng tác: Minh Khang                           | Minh Khang      | 10 | 8  | 9  | 5 | 32 | 4 |  |  |  |  |  |
| 5         | Anh Duy Minh Thuận   | Trích đoạn: "Gà Trống Nuôi Con" Lời Việt: Hà Quang Minh | Charlie Chaplin | 9  | 10 | 11 | 5 | 35 | 3 |  |  |  |  |  |
| 6         | Ju Uyên Nhi Kyo York | "Việt Nam Quê Hương Tôi" Sáng tác: Đỗ Nhuận             | Trọng Tấn       | 12 | 12 | 12 | 5 | 41 | 1 |  |  |  |  |  |
|           |                      |                                                         |                 |    |    |    |   |    |   |  |  |  |  |  |
| Khách mời | Minh Nhí             | "Áo mới Cà Mau" (Sáng tác: Thanh Sơn)                   | Phương Mỹ Chi   |    |    |    |   |    |   |  |  |  |  |  |
| Khách mời | Thái Trinh           | "Tôi yêu" (Sáng tác: Phương Uyên)                       |                 |    |    |    |   |    |   |  |  |  |  |  |
| Khách mời | Tiêu Châu Như Quỳnh  | "Tôi yêu" (Sáng tác: Phương Uyên)                       |                 |    |    |    |   |    |   |  |  |  |  |  |

Chung Kết 
| 1         | Gia Bảo – Thúy Uyên    | "Black or White" (Sáng tác: Michael Jackson, Bill Bottrell)                                            | Michael Jackson                                                                       | 3 |  |  |  |  |  |  |  |  |  |  |
| 2         | Anh Duy – Minh Thuận   | Trích đoạn: "Tiếp bước tiền nhân" (Trích vở Thái hậu Dương Vân Nga) (Soạn giả: Hoa Phượng, Hoàng Việt) | NSND Thanh Tòng (vai Hoàng đế Lê Hoàn) & NSND Bạch Tuyết (vai Thái hậu Dương Vân Nga) | 2 |  |  |  |  |  |  |  |  |  |  |
| 3         | Ju Uyên Nhi – Kyo York | "Ngẫu hứng sông Hồng" (Sáng tác: Trần Tiến)                                                            | Hồng Nhung                                                                            | 1 |  |  |  |  |  |  |  |  |  |  |
| 4         | Bảo An – Chí Thiện     | "I Will Follow Him" (Nhạc phim Sister Act) (Sáng tác: Arthur Altman, Paul Mauriat, Jacques Plante)     | Whoopi Goldberg (vai Xơ Mary Clarence)                                                | 4 |  |  |  |  |  |  |  |  |  |  |
|           |                        | |                                                                                       |   |  |  |  |  |  |  |  |  |  |  |
| Khách mời | Gia Huy – Thu Phượng   | "Bye Bye Bye" (Sáng tác: Kristian Lundin, Jake Schulze, Andreas Carlsson)                              | 'N Sync                                                                               |   |  |  |  |  |  |  |  |  |  |  |
| Khách mời | Bảo Nghi – Ngân Quỳnh  | "Hát với chú ve con" (Sáng tác: Thanh Tùng)                                                            | Minh Tuyết                                                                            |   |  |  |  |  |  |  |  |  |  |  |
| Khách mời | Mỹ Linh                | "O Holy Night" (Sáng tác: Adolphe Adam)                                                                |                                                                                       |   |  |  |  |  |  |  |  |  |  |  |
| Khách mời | Mỹ Anh                 | "O Holy Night" (Sáng tác: Adolphe Adam)                                                                |                                                                                       |   |  |  |  |  |  |  |  |  |  |  |
| Khách mời | Hoài Lâm               | "Làm cha" (Sáng tác: Dương Trường Giang)                                                               |                                                                                       |   |  |  |  |  |  |  |  |  |  |  |